# Liste der Baudenkmäler in Neuenrade
Die Liste der Baudenkmäler in Neuenrade enthält die denkmalgeschützten Bauwerke auf dem Gebiet der Stadt Neuenrade im Märkischen Kreis in Nordrhein-Westfalen (Stand: 25. September 2019). Diese Baudenkmäler sind in der Denkmalliste der Stadt Neuenrade eingetragen; Grundlage für die Aufnahme ist das Denkmalschutzgesetz Nordrhein-Westfalen (DSchG NRW).

## Denkmäler
| Bild                                                  | Bezeichnung                                           | Lage                                      | Beschreibung | Bauzeit                                                                                          | Eingetragen seit | Denkmal- nummer |
| ----------------------------------------------------- | ----------------------------------------------------- | ----------------------------------------- | --- | ------------------------------------------------------------------------------------------------ | ---------------- | --------------- |
| weitere Bilder                                        | Katholische Pfarrkirche St. Lambertus                 | Affeln Hauptstraße 5                      | |                                                                                                  | 23.04.1985       | 1               |
| Wegekapelle                                           | Wegekapelle                                           | Affeln Mühlenstraße 1                     | |                                                                                                  | 23.04.1985       | 2               |
| Wegekapelle                                           | Wegekapelle                                           | Affeln Zur Drift                          | |                                                                                                  | 23.04.1985       | 3               |
| Wegekapelle                                           | Wegekapelle                                           | Affeln Am Hennloh Karte                   | |                                                                                                  | 23.04.1985       | 4               |
| weitere Bilder                                        | Wegekreuz mit Bildstöcken                             | Affeln Am Imberg                          | |                                                                                                  | 23.04.1985       | 5               |
| Katholische Kapelle St. Lucia/St. Nikolaus            | Katholische Kapelle St. Lucia/St. Nikolaus            | Altenaffeln Schulstraße                   | |                                                                                                  | 23.04.1985       | 6               |
| Wegekapelle                                           | Wegekapelle                                           | Altenaffeln Allendorfer Straße            | |                                                                                                  | 23.04.1985       | 7               |
| Wegekapelle am Abzweig zum Silberg                    | Wegekapelle am Abzweig zum Silberg                    | Altenaffeln Affelner Straße               | |                                                                                                  | 25.04.1985       | 8               |
| Katholische Kapelle St. Agatha                        | Katholische Kapelle St. Agatha                        | Blintrop Borketalstraße 37                | |                                                                                                  | 25.04.1985       | 9               |
| weitere Bilder                                        | Kapelle St. Georg                                     | Küntrop Küntroper Straße Karte            | |                                                                                                  | 25.04.1985       | 10              |
| Wegekapelle                                           | Wegekapelle                                           | Küntrop Landstraße 842                    | |                                                                                                  | 25.04.1985       | 11              |
| weitere Bilder                                        | Evangelische Pfarrkirche Neuenrade                    | Erste Straße 14 Karte                     | |                                                                                                  | 25.04.1985       | 12              |
| Drei Grabsteine südlich der evangelischen Pfarrkirche | Drei Grabsteine südlich der evangelischen Pfarrkirche | Erste Straße 14                           | |                                                                                                  | 25.04.1985       | 13              |
| weitere Bilder                                        | Rathaus Neuenrade (außer Neubau)                      | Alte Burg 1                               | |                                                                                                  | 25.04.1985       | 14              |
| weitere Bilder                                        | Burgschule Neuenrade                                  | Alte Burg 2                               | |                                                                                                  | 25.04.1985       | 15              |
| Wohnhaus                                              | Wohnhaus                                              | Hinter der Stadt 4                        | |                                                                                                  | 26.04.1985       | 16              |
| Wohnhaus                                              | Wohnhaus                                              | Hinter der Stadt 6                        | |                                                                                                  | 26.04.1985       | 17              |
| Kriegerehrenmal von 1870                              | Kriegerehrenmal von 1870                              | Am Stadtgarten                            | |                                                                                                  | 26.04.1985       | 18              |
| weitere Bilder                                        | Denkmal Wilhelm I.                                    | Hinterm Wall                              | |                                                                                                  | 26.04.1985       | 19              |
|                                                       | Eiskeller Rote Mütze                                  | Werdohler Straße 67                       | |                                                                                                  | 26.04.1985       | 20              |
| Bildstock „Auf dem Weihagen“ mit Kreuz                | Bildstock „Auf dem Weihagen“ mit Kreuz                | Blintrop Weihagen Karte                   | |                                                                                                  | 26.04.1985       | 21              |
| Hofanlage Allehof                                     | Hofanlage Allehof                                     | Küntrop Allehof                           | |                                                                                                  | 09.04.1986       | 22              |
| weitere Bilder                                        | Wohnhaus                                              | Eulengasse 7 Karte                        | |                                                                                                  | 27.10.1986       | 23              |
| Gebäude                                               | Gebäude                                               | Zweite Straße 25 Karte                    | Satteldachgiebelhaus |                                                                                                  | 25.11.1997       | 24              |
| Gebäude                                               | Gebäude                                               | Zweite Straße 18 Karte                    | Giebelständiges Kleinhaus aus Bruchstein. Eines der zwei kleinsten bürgerlichen Anwesen in Neuenrade. |                                                                                                  | 17.06.1999       | 27              |
| Gebäude                                               | Gebäude                                               | Zweite Straße 13 Karte                    | Giebelständiger Bruchsteinbau |                                                                                                  | 22.03.2000       | 28              |
| VillaTreppenanlageGitterzaun                          | Villa Treppenanlage Gitterzaun                        | Am Wall 1 Karte                           | Die Villa, der nördlicher und westliche Gitterzaun in Jugendstilformen und die zweiarmige Treppenanlage nordwestlich im Park stehen unter Denkmalschutz.                                                                 | 1903 (Villa)                                                                                     | 31.05.2000       | 29              |
| Wohnhaus                                              | Wohnhaus                                              | Kletterpot 6 Karte                        | Traufenhaus aus Bruchstein. Der straßenseitige Giebel, das Landenlokal und rückwärtige Anbauten die nach 1958 errichtet wurden, stehen nicht unter Denkmalschutz.                                                        |                                                                                                  | 04.03.2002       | 30              |
| Wohn- und Geschäftshaus                               | Wohn- und Geschäftshaus                               | Erste Straße 27 Karte                     | |                                                                                                  | 22.10.2002       | 31              |
| Wohnhaus                                              | Wohnhaus                                              | Bahnhofstraße 15 Karte                    | |                                                                                                  | 24.03.2003       | 35              |
| Villa                                                 | Villa                                                 | Bahnhofstraße 27 Karte                    | Die Villa steht ohne ihre nördliche Treppenanlage und dem östlichen Erkervorbau unter Schutz. |                                                                                                  | 24.03.2003       | 36              |
| Wohn- und Geschäftshaus                               | Wohn- und Geschäftshaus                               | Erste Straße 5 Karte                      | |                                                                                                  | 24.03.2003       | 37              |
| Wohn- und Geschäftshaus                               | Wohn- und Geschäftshaus                               | Erste Straße 8 Karte                      | Die Fenster, die Haustüren und die Ladeneinbauten des Wohn- und Geschäftshauses stehen nicht unter Schutz. |                                                                                                  | 24.03.2003       | 38              |
| weitere Bilder                                        | Evangelisches Gemeindehaus                            | Erste Straße 15 Karte                     | Das Gemeindehaus steht ohne die Erdgeschossgestaltung und die Fenster unter Denkmalschutz. |                                                                                                  | 24.03.2003       | 39              |
| weitere Bilder                                        | Bahnhof Neuenrade mit Fachwerksgüterschuppen          |                                           | | 1909 bis 1912 (Empfangsgebäude)                                                                  | 27.03.2003       | 41              |
| Wohn- und Geschäftshaus                               | Wohn- und Geschäftshaus                               | Erste Straße 6 Karte                      | Satteldachtraufenhaus |                                                                                                  | 10.12.2003       | 42              |
| Wohnhaus                                              | Wohnhaus                                              | Hinter der Stadt 9 + 11 Karte             | |                                                                                                  | 10.12.2003       | 43              |
| Pfarrhaus                                             | Pfarrhaus                                             | Hauptstraße 7 Karte                       | | 1828                                                                                             | 30.11.2004       | 46              |
| Wohnhaus                                              | Wohnhaus                                              | Haller Weg 1 Karte                        | | 1908                                                                                             | 30.11.2004       | 47              |
| Wohnhaus                                              | Wohnhaus                                              | Hinterm Wall 13 Karte                     | | 1912                                                                                             | 30.11.2004       | 48              |
| Wohnhaus                                              | Wohnhaus                                              | Zweite Straße 16 Karte                    | Giebelständiges Kleinhaus aus Bruchstein mit Fachwerkgiebel. Eines der zwei kleinsten bürgerlichen Anwesen in Neuenrade.                                                                                                 |                                                                                                  | 30.11.2004       | 49              |
| Wohngebäude „Thanshof“                                | Wohngebäude „Thanshof“                                | Thanshof 1 Karte                          | Wohngebäude | 1895                                                                                             | 30.11.2004       | 50              |
|                                                       | Gehöft „Raulskamp“                                    | Raulskamp 1                               | Querdielenhaus mit jüngerem Wirtschaftsteil | 1911 (Wirtschaftsteil)                                                                           | 15.04.2008       | 51              |
| Wohnhaus                                              | Wohnhaus                                              | Dritte Straße 23 Karte                    | Bruchsteingebäude | Möglicherweise vor 1829 (Wohnhaus) Dachgeschoss 1911                                             | 15.04.2008       | 52              |
| weitere Bilder                                        | Gut Berentrop                                         | Berentrop 3                               | Ursprünglicher fünfachsiger Kernbau mit Erweiterungsbauten und Gartenhäuschen stehen unter Denkmalschutz. | 1919 (Erweiterungsbau und Gartenhäuschen)                                                        | 21.04.2009       | 53              |
| Werk Vaterland                                        | Werk Vaterland                                        | Am Stadtgarten 4 Karte                    | Dreigeschossiger traufenständiger Rechteckbau mit Anbau | um 1910, 1927 (südseitiger Anbau aus Bruchstein)                                                 | 28.05.2009       | 54              |
| Wohn- und Bürogebäude                                 | Wohn- und Bürogebäude                                 | Erste Straße 19 Karte                     | Bruchsteingebäude mit spiegelsymmetrischer doppelläufiger Treppe | Anfang 19. Jahrhundert                                                                           | 08.08.2012       | 55              |
| Wohnhaus                                              | Wohnhaus                                              | Dritte Straße 11 Karte                    | Kleinhaus unter Satteldach | zwischen 1822 und 1831                                                                           | 10.01.2013       | 56              |
|                                                       | „Villa Rüterbruch“                                    | Rüterbruch 6                              | Villa in Formen des „bergischen Barocks“ | 1930                                                                                             | 27.02.2013       | 57              |
| weitere Bilder                                        | „Friedhof Schniewindt“                                | Berentrop Karte                           | Errichtet durch die Saalecker Werkstätten. Denkmalgeschützt sind die Einfriedungsmauer, der zentrale Weg mit Treppen, die Grabsteine, die Bepflanzung auf dem Friedhof und die Waldbäume in direkter Nähe des Friedhofs. | 1919 angelegt                                                                                    | 06.06.2016       | 58              |
| Wohn- und Geschäftshaus                               | Wohn- und Geschäftshaus                               | Erste Straße 21 Karte                     | | frühestens in der Wiederaufbauphase nach dem großen Brand vom 18. Dezember 1695, 1816 (Umbauten) | 02.06.2016       | 60              |
| weitere Bilder                                        | Waldfriedhof „Giebel“                                 | Kohlberg Karte                            | Denkmalgeschützt sind die Rasenfläche mit 25 Kissensteinen und der Gedenkstein mit bronzener Schrifttafel. |                                                                                                  | 04.07.2017       | 61              |
| Kriegerehrenmal Küntrop                               | Kriegerehrenmal Küntrop                               | Küntrop Küntroper Straße/Kirchplatz Karte | | Errichtet zwischen dem Ersten Weltkrieg und dem Zweiten Weltkrieg.                               | 25.09.2019       | 62              |